# SAFF Women's Cup 2023-24
La SAFF Women's Cup 2023-24 es la 1.ª edición de la competición anual saudí de fútbol femenino. Dieciséis equipos participaron en la competición, incluidos todos los equipos de la Saudi Women's Premier League del año en curso. La competición comenzó el 23 de noviembre de 2023 con una ronda de octavos de final.

## Formato
Participarán 16 equipos, 8 equipos de la Saudi Women's Premier League y 8 equipos de la Saudi Women's First Division League. Los partidos serán a partido único.

### Participantes
| Temporada 2023-24                                                                  |                                                                          |
| 1.ª División (8 equipos)                                                           | 2.ª División (8 equipos)                                                 |
| Al-Ahli Al-Hilal Al-Ittihad Al-Nassr Al-Qadsiah Al-Riyadh Al-Shabab Eastern Flames | Al-Amal Al-Bayraq Al-Hmmah Jeddah Najmat Jeddah Neom Saham United Eagles |

## Octavos de final
Los octavos de final se disputarán en eliminatorias a partido único entre el 23 y 24 de noviembre de 2023.
| Local          | Resultado | Visitante     |
| -------------- | --------- | ------------- |
| Eastern Flames | 18-0      | Saham         |
| Al-Amal        | 0-9       | Al-Nassr      |
| Jeddah         | 0-8       | Al-Shabab     |
| Al-Bayraq      | 1-17      | Al-Ahli       |
| Al-Qadsiah     | 7-0       | Najmat Jeddah |
| Al-Hilal       | 4-0       | Neom          |
| Al-Ittihad     | 3-0 (w/o) | United Eagles |
| Al-Hmmah       | 0-5       | Al-Riyadh     |

## Cuartos de final
Los cuartos de final se disputarán en eliminatorias a partido único entre el 29 y 30 de diciembre de 2023.
| Local          | Resultado | Visitante  |
| -------------- | --------- | ---------- |
| Eastern Flames | 0-3       | Al-Qadsiah |
| Al-Hilal       | 0-2       | Al-Shabab  |
| Al-Nassr       | 3-4       | Al-Ahli    |
| Al-Ittihad     | 5-0       | Al-Riyadh  |

## Semifinales
Las semifinales se disputarán en eliminatorias a partido único el 9 de febrero de 2024.
| Local      | Resultado | Visitante  |
| ---------- | --------- | ---------- |
| Al-Qadsiah | 2-3       | Al-Ahli    |
| Al-Shabab  | 5-4       | Al-Ittihad |

## Tercer puesto
El tercer puesto se disputará a partido único el 27 de marzo de 2024.
| Local      | Resultado    | Visitante  |
| ---------- | ------------ | ---------- |
| Al-Qadsiah | 0-0 (5-4 p.) | Al-Ittihad |

## Final
La final se disputó en el Kingdom Arena el 28 de marzo de 2024. Fue el primer partido de fútbol femenino de la historia en el estadio.
| 34    | POR   | Ghaliah Emam         |     |
| 19    | DEF   | Ayah Al-Majali       |     |
| 8     | DEF   | Rahaf Al-Mansouri    |     |
| 16    | DEF   | Huriyyah Al-Shamrani | 88' |
| 23    | MED   | Raghad Mukhayzin     |     |
| 22    | MED   | Sawaher Asiri        |     |
| 99    | MED   | Rana Abdullah        |     |
| 9     | DEL   | Ibtissam Jraïdi      |     |
| 10    | DEL   | Alice Kusi           | 87' |
| 11    | DEL   | Daliah Abu Laban     | 65' |
| 27    | DEL   | Naomie Kabakaba      |     |
| D. T. | D. T. | Manar Fraij          |     |

| 21    | POR   | Mona Abdulrahman   |     |
| 13    | DEF   | Tahani Al-Zahrani  | 46' |
| 98    | DEF   | Lana Feras         |     |
| 18    | MED   | Rita Chikwelu      | 61' |
| 3     | MED   | Leen Mohammed      |     |
| 47    | MED   | Moudi Abdulmohsen  |     |
| 8     | MED   | Adda Al-Fahad      |     |
| 28    | DEL   | Ella Kaabachi      | 55' |
| 66    | DEL   | Al Bandari Mobarak | 46' |
| 7     | DEL   | Noura Ibrahim      |     |
| 9     | DEL   | Oriana Altuve      |     |
| D. T. | D. T. | Miguel Morales     |     |

| 24 | MED | Moluk Al-Hawsawi | 65' |
| 75 | DEL | Cecilia Hagan    | 87' |
| 17 | DEL | Fadwa Khaled     | 88' |

| 22 | DEL | Abeer Nasser    | 46' |
| 11 | DEL | Fatimah Mansour | 46' |
| 77 | DEL | Chinaza Agoh    | 55' |
| 4  | DEF | Chaima Abbassi  | 61' |

| 19' · 51' · 55' | Ibtissam Jraïdi Naomie Kabakaba | 1-0 2-0 3-0 |

| 68' · 89' | Oriana Altuve Chaima Abbassi | 3-1 3-2 |

| 38' · 65' · 85' | Huriyyah Al-Shamrani Daliah Abu Laban Moluk Al-Hawsawi |

| 69', 90+3' · 75' | Lana Feras Chaima Abbassi |

| Principal  | Karina Afanaseva   |
| Asistentes | Ekaterina Chernova |
|            | Irina Chechenina   |
| Cuarto     | Heba Al-Owedi      |

| 34    | POR   | Ghaliah Emam         |     |
| 19    | DEF   | Ayah Al-Majali       |     |
| 8     | DEF   | Rahaf Al-Mansouri    |     |
| 16    | DEF   | Huriyyah Al-Shamrani | 88' |
| 23    | MED   | Raghad Mukhayzin     |     |
| 22    | MED   | Sawaher Asiri        |     |
| 99    | MED   | Rana Abdullah        |     |
| 9     | DEL   | Ibtissam Jraïdi      |     |
| 10    | DEL   | Alice Kusi           | 87' |
| 11    | DEL   | Daliah Abu Laban     | 65' |
| 27    | DEL   | Naomie Kabakaba      |     |
| D. T. | D. T. | Manar Fraij          |     |

| 21    | POR   | Mona Abdulrahman   |     |
| 13    | DEF   | Tahani Al-Zahrani  | 46' |
| 98    | DEF   | Lana Feras         |     |
| 18    | MED   | Rita Chikwelu      | 61' |
| 3     | MED   | Leen Mohammed      |     |
| 47    | MED   | Moudi Abdulmohsen  |     |
| 8     | MED   | Adda Al-Fahad      |     |
| 28    | DEL   | Ella Kaabachi      | 55' |
| 66    | DEL   | Al Bandari Mobarak | 46' |
| 7     | DEL   | Noura Ibrahim      |     |
| 9     | DEL   | Oriana Altuve      |     |
| D. T. | D. T. | Miguel Morales     |     |

| 24 | MED | Moluk Al-Hawsawi | 65' |
| 75 | DEL | Cecilia Hagan    | 87' |
| 17 | DEL | Fadwa Khaled     | 88' |

| 22 | DEL | Abeer Nasser    | 46' |
| 11 | DEL | Fatimah Mansour | 46' |
| 77 | DEL | Chinaza Agoh    | 55' |
| 4  | DEF | Chaima Abbassi  | 61' |

| 19' · 51' · 55' | Ibtissam Jraïdi Naomie Kabakaba | 1-0 2-0 3-0 |

| 68' · 89' | Oriana Altuve Chaima Abbassi | 3-1 3-2 |

| 38' · 65' · 85' | Huriyyah Al-Shamrani Daliah Abu Laban Moluk Al-Hawsawi |

| 69', 90+3' · 75' | Lana Feras Chaima Abbassi |

| Principal  | Karina Afanaseva   |
| Asistentes | Ekaterina Chernova |
|            | Irina Chechenina   |
| Cuarto     | Heba Al-Owedi      |

| 34    | POR   | Ghaliah Emam         |     |
| 19    | DEF   | Ayah Al-Majali       |     |
| 8     | DEF   | Rahaf Al-Mansouri    |     |
| 16    | DEF   | Huriyyah Al-Shamrani | 88' |
| 23    | MED   | Raghad Mukhayzin     |     |
| 22    | MED   | Sawaher Asiri        |     |
| 99    | MED   | Rana Abdullah        |     |
| 9     | DEL   | Ibtissam Jraïdi      |     |
| 10    | DEL   | Alice Kusi           | 87' |
| 11    | DEL   | Daliah Abu Laban     | 65' |
| 27    | DEL   | Naomie Kabakaba      |     |
| D. T. | D. T. | Manar Fraij          |     |

| 21    | POR   | Mona Abdulrahman   |     |
| 13    | DEF   | Tahani Al-Zahrani  | 46' |
| 98    | DEF   | Lana Feras         |     |
| 18    | MED   | Rita Chikwelu      | 61' |
| 3     | MED   | Leen Mohammed      |     |
| 47    | MED   | Moudi Abdulmohsen  |     |
| 8     | MED   | Adda Al-Fahad      |     |
| 28    | DEL   | Ella Kaabachi      | 55' |
| 66    | DEL   | Al Bandari Mobarak | 46' |
| 7     | DEL   | Noura Ibrahim      |     |
| 9     | DEL   | Oriana Altuve      |     |
| D. T. | D. T. | Miguel Morales     |     |

| 24 | MED | Moluk Al-Hawsawi | 65' |
| 75 | DEL | Cecilia Hagan    | 87' |
| 17 | DEL | Fadwa Khaled     | 88' |

| 22 | DEL | Abeer Nasser    | 46' |
| 11 | DEL | Fatimah Mansour | 46' |
| 77 | DEL | Chinaza Agoh    | 55' |
| 4  | DEF | Chaima Abbassi  | 61' |

| 19' · 51' · 55' | Ibtissam Jraïdi Naomie Kabakaba | 1-0 2-0 3-0 |

| 68' · 89' | Oriana Altuve Chaima Abbassi | 3-1 3-2 |

| 38' · 65' · 85' | Huriyyah Al-Shamrani Daliah Abu Laban Moluk Al-Hawsawi |

| 69', 90+3' · 75' | Lana Feras Chaima Abbassi |

| Principal  | Karina Afanaseva   |
| Asistentes | Ekaterina Chernova |
|            | Irina Chechenina   |
| Cuarto     | Heba Al-Owedi      |

| 34    | POR   | Ghaliah Emam         |     |
| 19    | DEF   | Ayah Al-Majali       |     |
| 8     | DEF   | Rahaf Al-Mansouri    |     |
| 16    | DEF   | Huriyyah Al-Shamrani | 88' |
| 23    | MED   | Raghad Mukhayzin     |     |
| 22    | MED   | Sawaher Asiri        |     |
| 99    | MED   | Rana Abdullah        |     |
| 9     | DEL   | Ibtissam Jraïdi      |     |
| 10    | DEL   | Alice Kusi           | 87' |
| 11    | DEL   | Daliah Abu Laban     | 65' |
| 27    | DEL   | Naomie Kabakaba      |     |
| D. T. | D. T. | Manar Fraij          |     |

| 21    | POR   | Mona Abdulrahman   |     |
| 13    | DEF   | Tahani Al-Zahrani  | 46' |
| 98    | DEF   | Lana Feras         |     |
| 18    | MED   | Rita Chikwelu      | 61' |
| 3     | MED   | Leen Mohammed      |     |
| 47    | MED   | Moudi Abdulmohsen  |     |
| 8     | MED   | Adda Al-Fahad      |     |
| 28    | DEL   | Ella Kaabachi      | 55' |
| 66    | DEL   | Al Bandari Mobarak | 46' |
| 7     | DEL   | Noura Ibrahim      |     |
| 9     | DEL   | Oriana Altuve      |     |
| D. T. | D. T. | Miguel Morales     |     |

| 24 | MED | Moluk Al-Hawsawi | 65' |
| 75 | DEL | Cecilia Hagan    | 87' |
| 17 | DEL | Fadwa Khaled     | 88' |

| 22 | DEL | Abeer Nasser    | 46' |
| 11 | DEL | Fatimah Mansour | 46' |
| 77 | DEL | Chinaza Agoh    | 55' |
| 4  | DEF | Chaima Abbassi  | 61' |

| 19' · 51' · 55' | Ibtissam Jraïdi Naomie Kabakaba | 1-0 2-0 3-0 |

| 68' · 89' | Oriana Altuve Chaima Abbassi | 3-1 3-2 |

| 38' · 65' · 85' | Huriyyah Al-Shamrani Daliah Abu Laban Moluk Al-Hawsawi |

| 69', 90+3' · 75' | Lana Feras Chaima Abbassi |

| Principal  | Karina Afanaseva   |
| Asistentes | Ekaterina Chernova |
|            | Irina Chechenina   |
| Cuarto     | Heba Al-Owedi      |

| Campeón Al-Ahli 1.º título |

## Premios en metálico
La Federación Saudí de Fútbol ha aprobado los premios económicos de la SAFF Women's Cup. El campeón recibirá 750.000 SAR, el segundo clasificado 500.000 SAR y el tercero 200.000 SAR.
| Puesto        | Equipos | Importe (en riyal) |
| ------------- | ------- | ------------------ |
| Campeón       | 1       | 750.000 SAR        |
| Subcampeón    | 1       | 500.000 SAR        |
| Tercer puesto | 1       | 200.000 SAR        |
| Total         | 3       | 1.450.000 SAR      |